# Florin Croitoru
Florin Ionuț Croitoru (Bucarest, 25 de agosto de 1993) es un deportista rumano que compitió en halterofilia. Ganó cuatro medallas en el Campeonato Europeo de Halterofilia entre los años 2011 y 2015.

## Palmarés internacional
| Campeonato Europeo | Campeonato Europeo | Campeonato Europeo | Campeonato Europeo |
| Año                | Lugar              | Medalla            | Categoría          |
| ------------------ | ------------------ | ------------------ | ------------------ |
| 2011               | Kazán (Rusia)      | Medalla de bronce  | 56 kg              |
| 2013               | Tirana (Albania)   | Medalla de oro     | 62 kg              |
| 2014               | Tel Aviv (Israel)  | Medalla de oro     | 56 kg              |
| 2015               | Tiflis (Georgia)   | Medalla de bronce  | 62 kg              |